# هيلبليزر
هيلبليزر (بالإنجليزية: Hellblazers)‏ هو فيلم رعب أمريكي عام 2022، من إخراج جاستن لي، وبطولة بروس ديرن وبيلي زين وتوني تود وأدريان باربو.

## روابط خارجية
- هيلبليزر على موقع IMDb (الإنجليزية)
- هيلبليزر على موقع قاعدة بيانات الفيلم (الإنجليزية)
- هيلبليزر على موقع ليتربوكسد (الإنجليزية)
- هيلبليزر على موقع كينوبويسك (الروسية)